# أورورا رييس فلوريس
أورورا رييس فلوريس (بالإسبانية: Aurora Reyes Flores)‏ هي رسامة مكسيكية، ولدت في 9 سبتمبر 1908 في Parral, Chihuahua ‏ في المكسيك، وتوفيت في 26 أبريل 1985 في مدينة مكسيكو في المكسيك.